# Joseph Puschkin

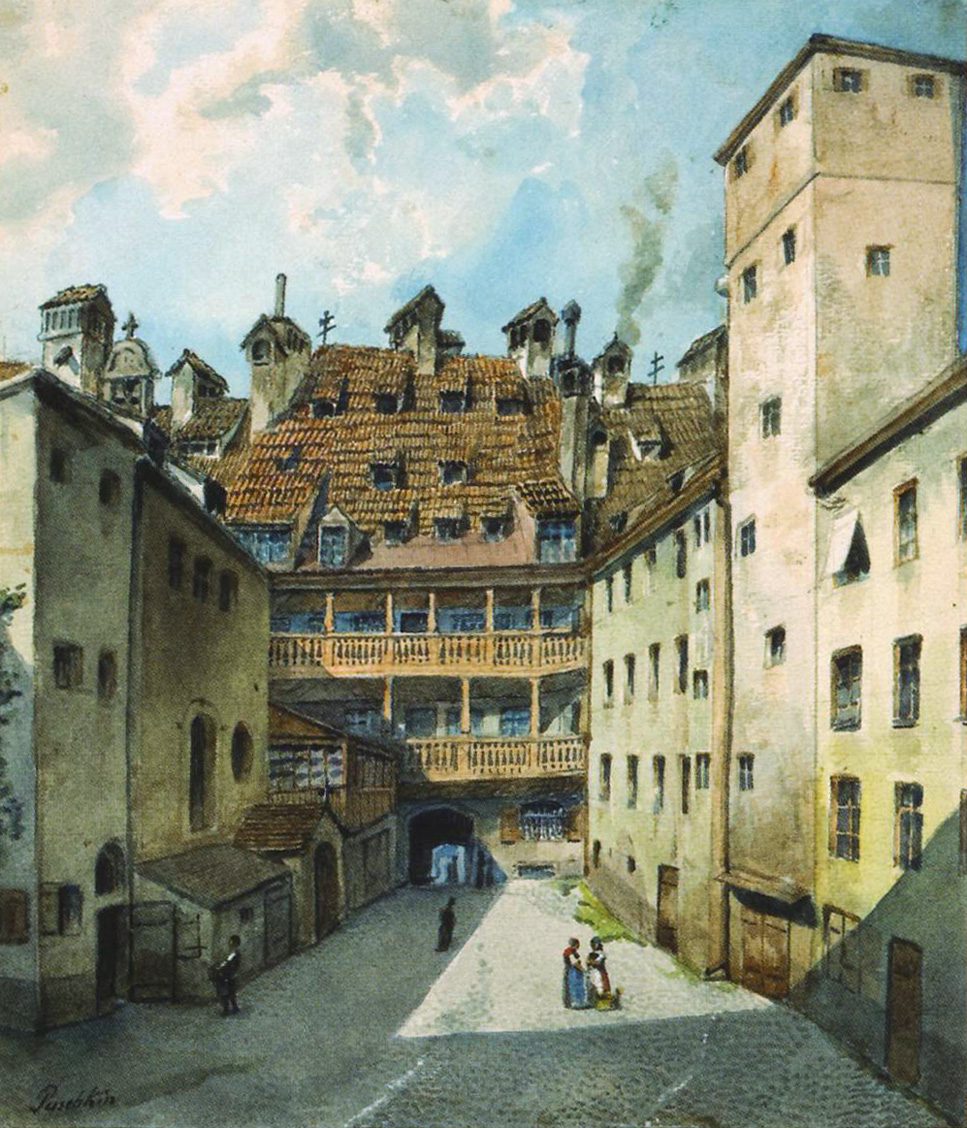
Der Löwenturm in München

Joseph Puschkin (* 12. April 1827 in München; † 1905 ebenda) war ein deutscher Zeichner und Lithograf russischer Abstammung.

## Leben und Wirken
Puschkin war der Sohn eines Haus- und Grundbesitzers. Er wurde in der Kirche St. Peter getauft. Im Alter von 16 Jahren schrieb er sich am 23. April 1842 für das Fach Malerei an der Akademie der Bildenden Künste in München ein. Er war in Hamburg und später in München aktiv und Mitglied im Hamburger Künstlerverein von 1832. Seine Werke zeigen Porträts oder Stadtansichten, die er teilweise als Aquarelle fertigte. Darunter eine Ansicht des Katharinenfleets in Hamburg, die er bei seinem Aufenthalt dort angefertigt hatte. Hier entstanden auch eine Reihe von Xylographien.

Werke (Auswahl)
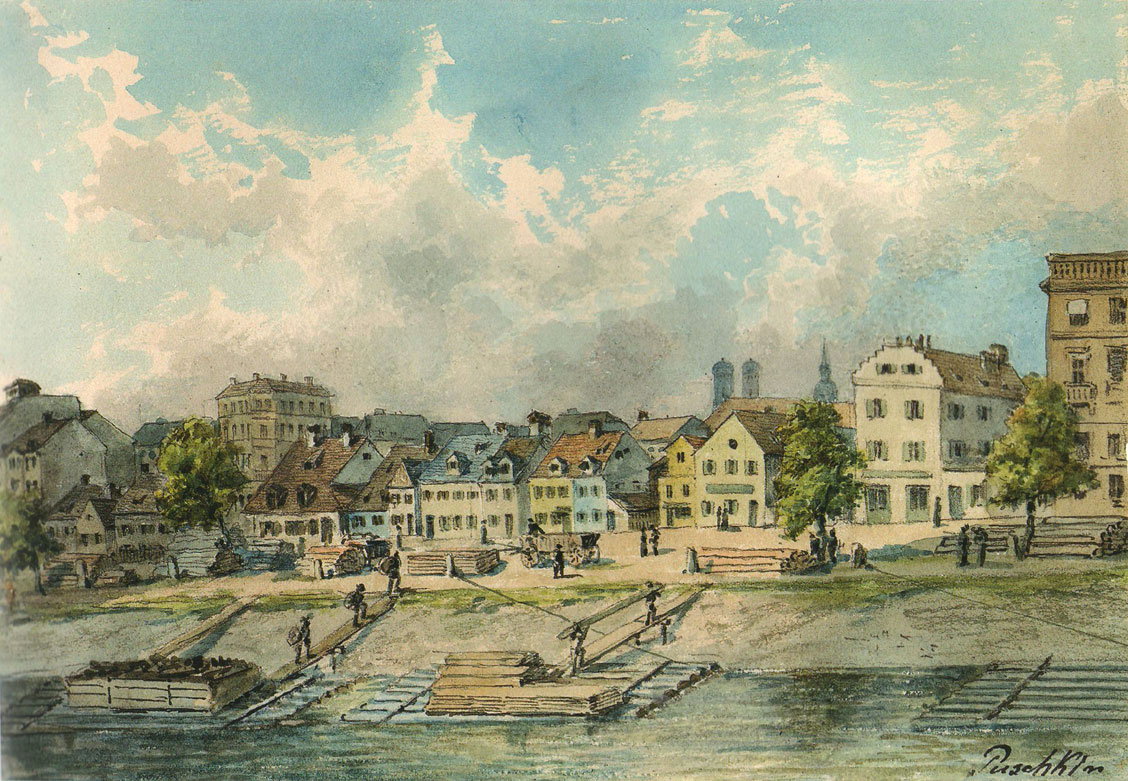
Die Obere Lände, 1876
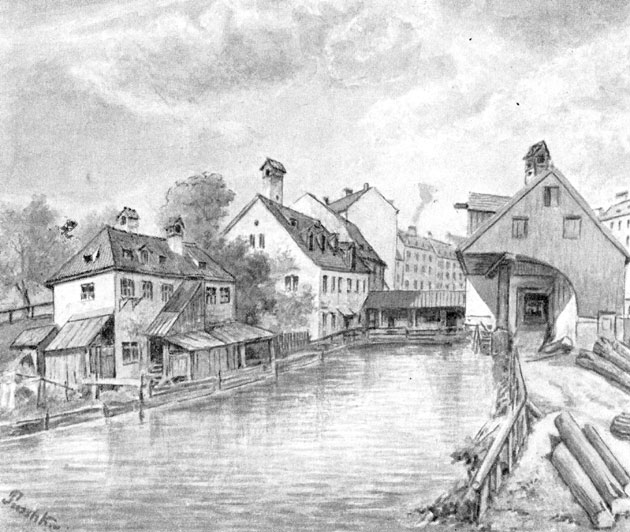
Die Westermühle am Westermühlbach, 1880
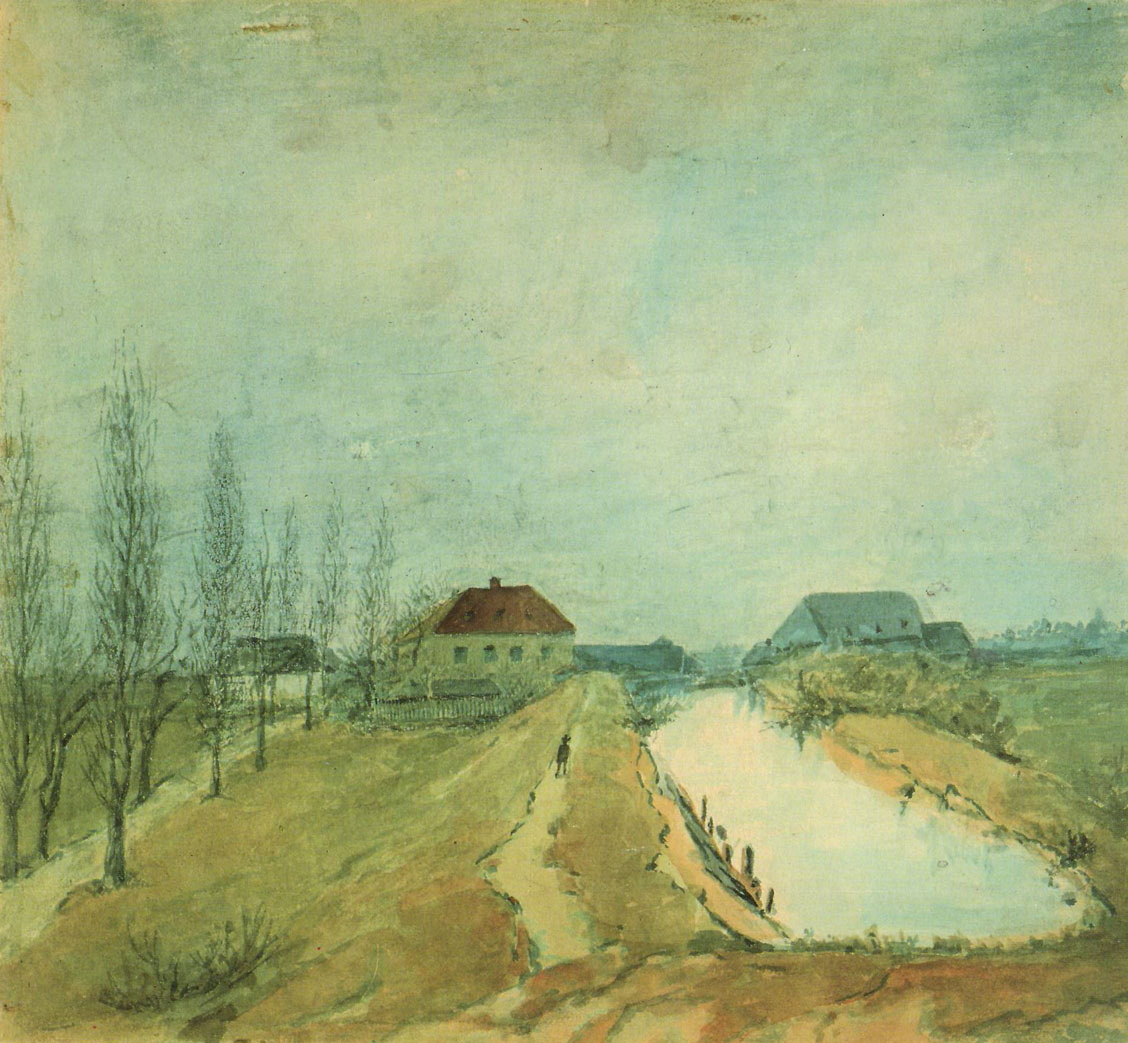
Der Türkengraben bei der Georgenschwaige, 1890
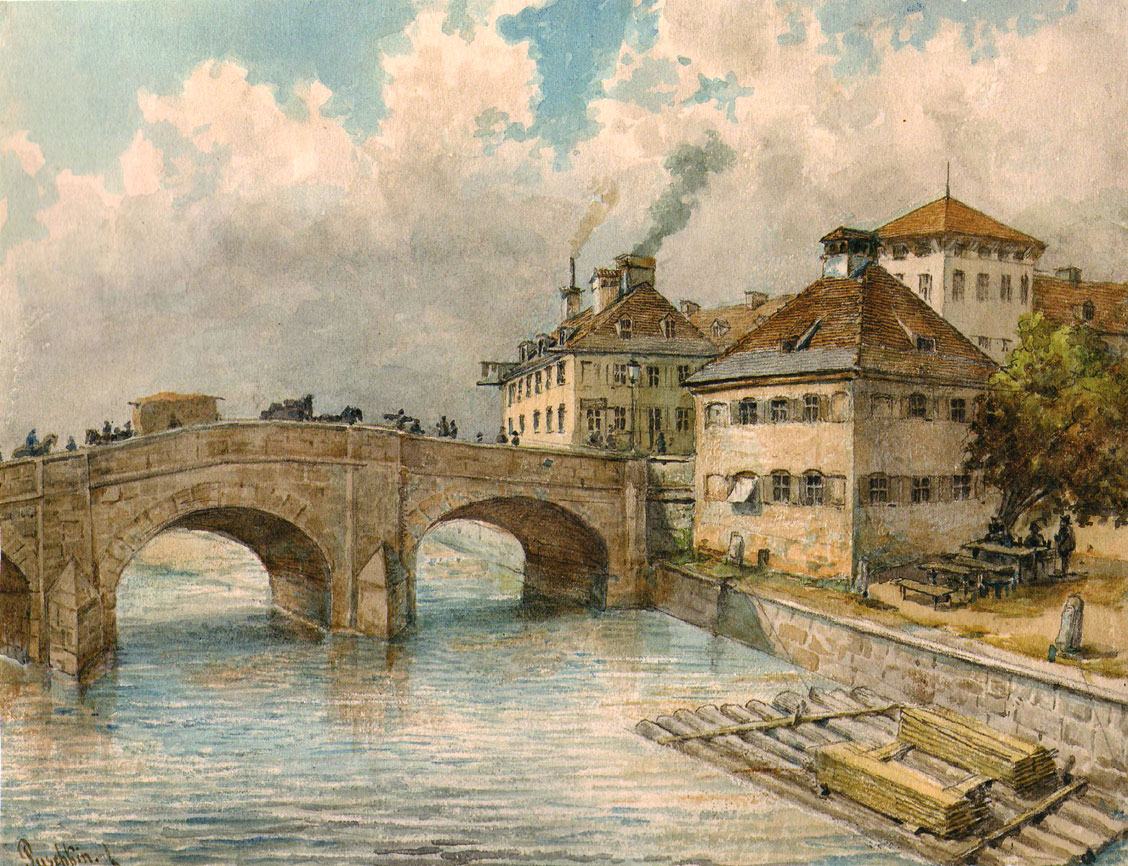
Die Innere Ludwigsbrücke, 1890
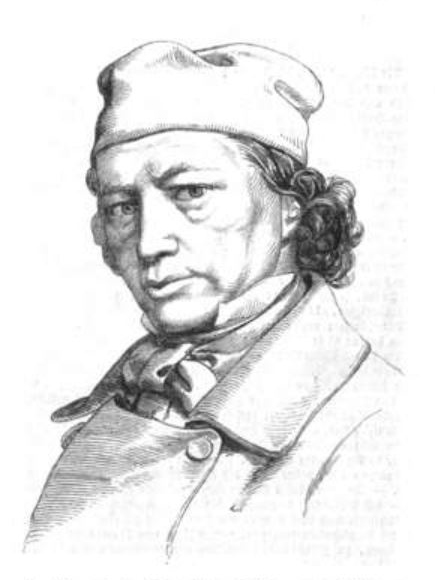
Porträt Hermann Wilhelm Soltau
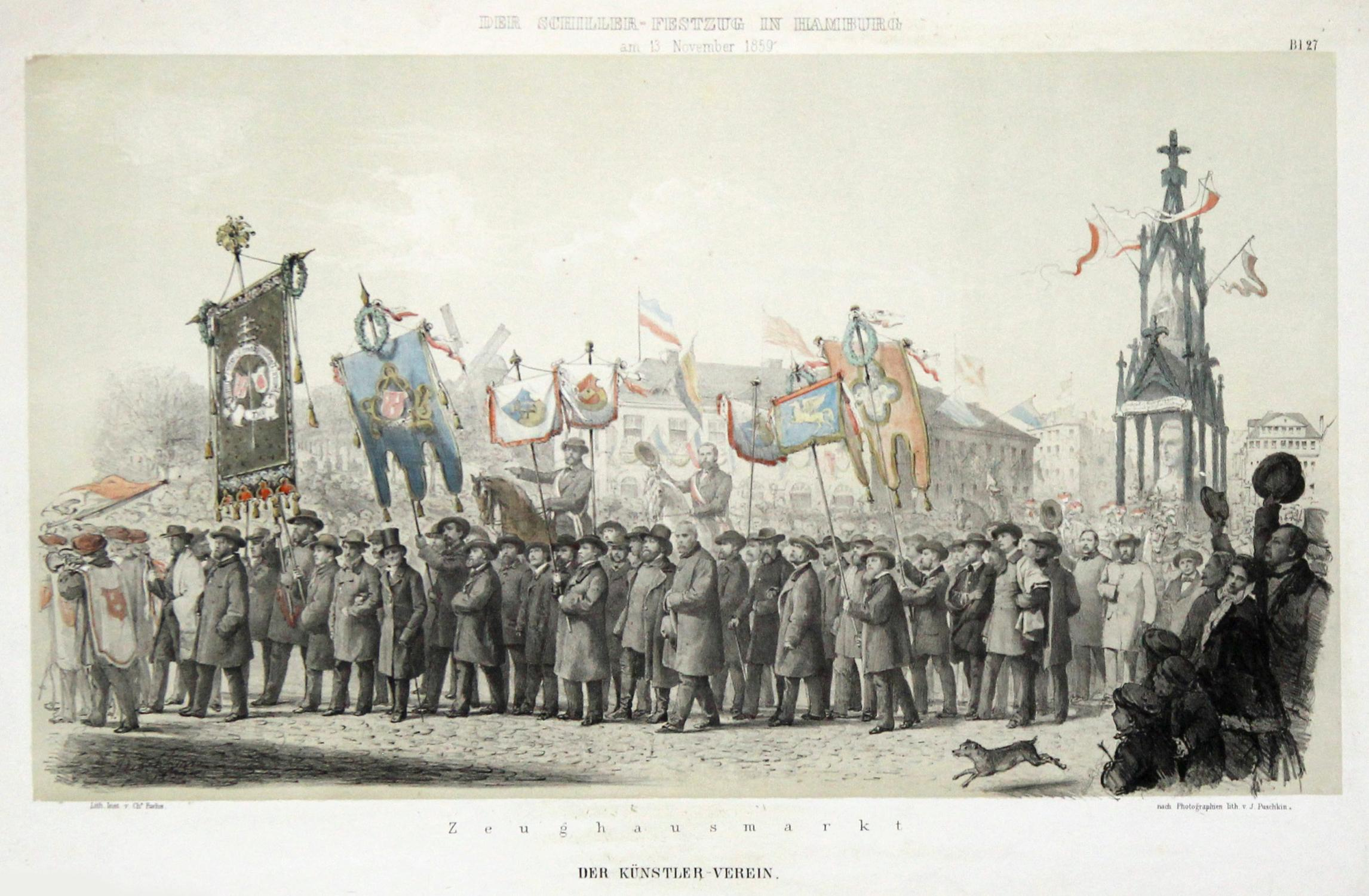
Der Künstler-Verein, Lithographie, 1860